# Grande ambasciata di Pietro il Grande

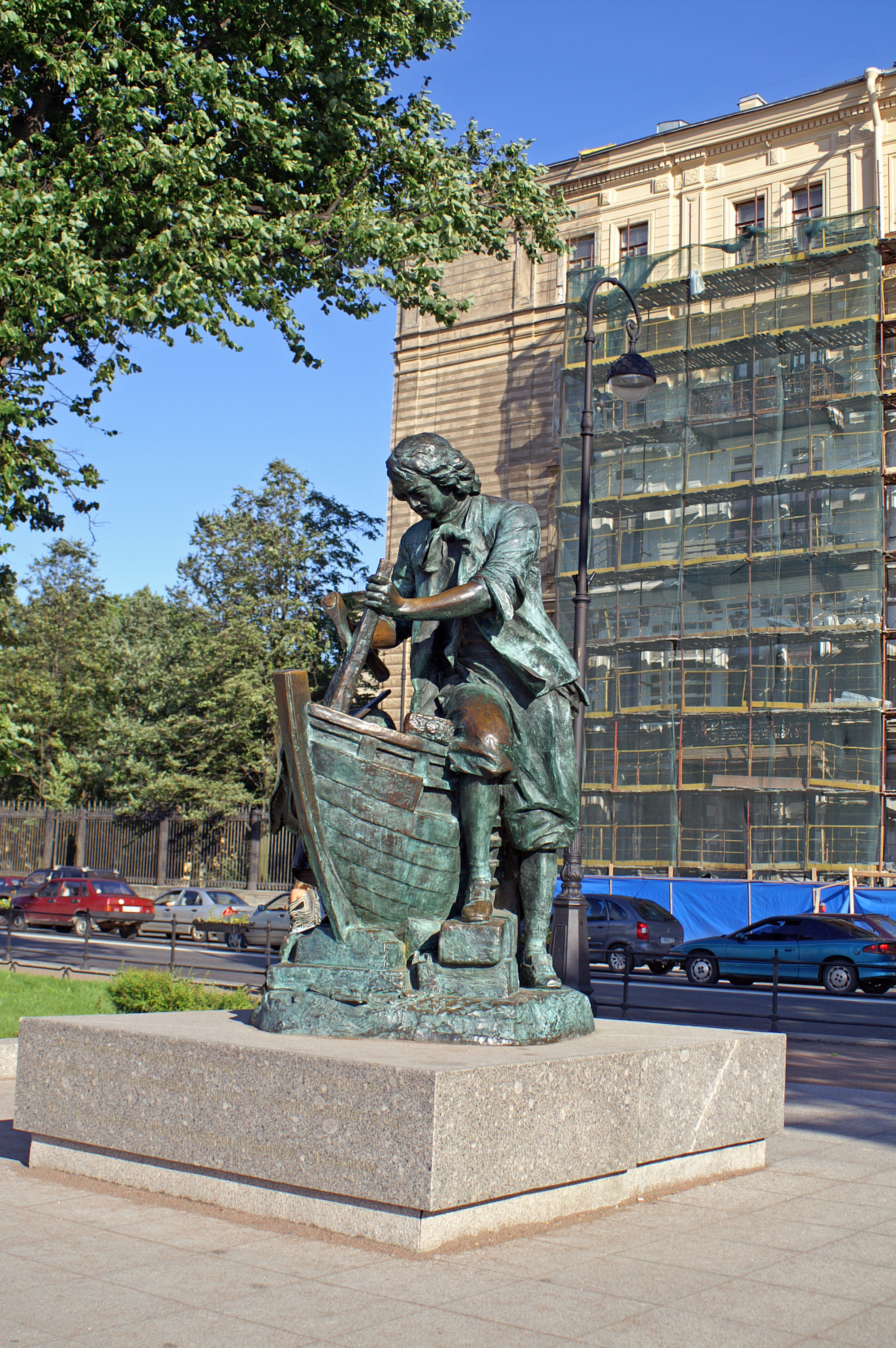
Statua di Pietro I che lavora in incognito in una carpenteria olandese, posta a San Pietroburgo

La grande ambasciata di Pietro il Grande (in russo Вели́кое посо́льство?) fu una missione diplomatica condotta dalla Russia in Europa occidentale dal 9 marzo 1697 al 25 agosto 1698 e guidata da Pietro il Grande.

## Descrizione
Tra il 1697 e il 1698, Pietro il Grande si imbarcò in quella che divenne nota come la "grande ambasciata". L'obiettivo primario di questa missione diplomatica era quello di rafforzare la Lega Santa voluta dalla Russia al fianco delle potenze dell'Europa occidentale e orientale contro il comune pericolo dell'espansione dell'Impero ottomano, oltre a trovare nuovi alleati per la Russia che nel frattempo era anche impegnata nella lotta per il possesso delle coste del Mare del Nord. L'intento segreto però dello zar era anche quello di esplorare i Paesi europei e imparare le tecniche artigianali e di lavorazione (comprese quelle militari) e assorbire le mode da riportare poi in Russia.
Ufficialmente, la Grande Ambasciata era guidata dai "grandi ambasciatori" François Lefort, Fëdor Alekseevič Golovin e Prokopy Voznitsyn. In realtà il gruppo era guidato dallo zar Pietro I in persona che però vi prese parte in incognito sotto il nome di Peter Mikhailov, malgrado il fatto che la sua strabiliante altezza di 2 metri lo rendesse facilmente riconoscibile nel gruppo. All'ambasciata presero parte anche un totale di altri 20 cortigiani e 35 lavoratori e artigiani. Su progetto del re, l'ambasciata avrebbe toccato l'Austria, la Sassonia, il Brandeburgo, i Paesi Bassi, l'Inghilterra, Venezia e Roma. Il percorso dell'ambasciata seguì in realtà l'itinerario previsto tra Riga e Konigsberg, dirigendosi poi nei Paesi Bassi ed in Inghilterra, ma facendo poi ritorno nei Paesi Bassi e da lì a Vienna, senza quindi mai giungere in Italia.
Col suo viaggio, Pietro I riuscì a condurre dei negoziati con Federico Casimiro Kettler, duca di Curlandia, e a concludere un'alleanza militare con re Federico I di Prussia. Giunto nella Repubblica olandese all'inizio di agosto del 1697, iniziò a lavorare in incognito in un cantiere navale.

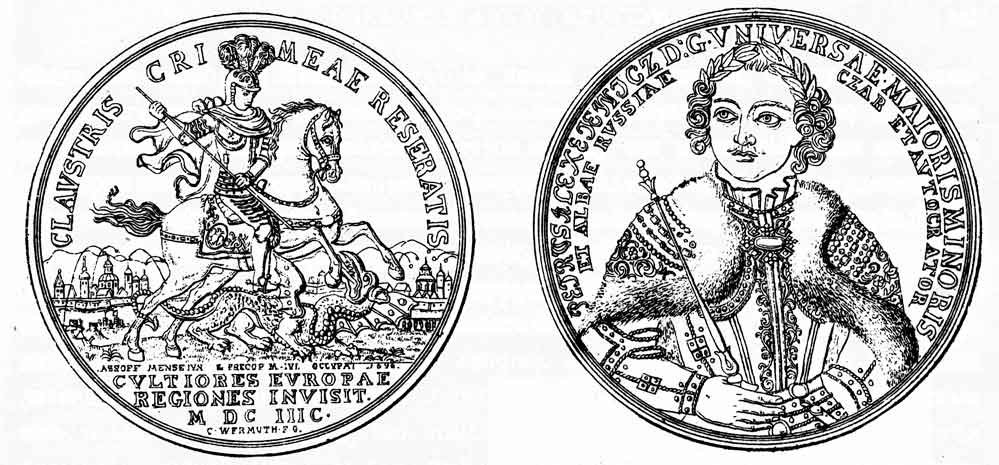
La medaglia della Grande Ambasciata di Pietro il Grande incisa da Christian Wermuth

L'11 settembre 1697, Pietro incontrò Guglielmo III che governava sia i Paesi Bassi che l'Inghilterra, ed incontrò gli Stati Generali olandesi nell'ottobre di quello stesso anno. Guglielmo in quel tempo si trovava ad Utrecht. Su invito di Guglielmo, Pietro visitò l'Inghilterra nel 1698, rimanendovi per un totale di 105 giorni e cogliendo l'occasione per una liason con Letitia Cross.
Ad Utrecht, l'incontro tra i due governanti ebbe un significato senza precedenti (venne addirittura coniata una medaglia per ricordare l'evento). Desideroso di siglare un'alleanza coi Paesi Bassi, Pietro I era pronto a sostenere Guglielmo nella Guerra dei Nove anni contro la Francia anche se il trattato finale venne siglato solo nove giorni dopo.
Pietro non riuscì ad espandere la sua alleanza anti-ottomana come si era prefissato, ma gli fornì molti spunti di rinnovamento (in particolare in campo militare e navale) da riportare in Russia, e gli consentì di conoscere da vicino le realtà dell'Europa occidentale, delle sue corti e di intessere personalmente legami diplomatici di peso.

## L'inizio della Grande Ambasciata

Pietro I di Russia visita un cantiere navale nei Pesi Bassi

Il 9-10 marzo 1697 l'ambasciata lasciò Mosca per la Livonia. A Riga, allora possedimento della Svezia, Pietro volle ispezionare le fortificazioni della città, ma il governatore svedese, il generale Erik Dahlberg, rifiutò la sua richiesta. Lo zar si arrabbiò molto e definì Riga un "luogo maledetto", ma notò qualcosa di importante che annotò nelle proprie memorie. Partendo alla volta di Jelgava, scrisse:
L'8 aprile 1697, la Grande Ambasciata giunse a Jelgava, capitale del Ducato di Curlandia, vassallo della Confederazione polacco-lituana. In Curlandia lo zar decise di fare una prima lunga sosta. A Jelgava, Pietro incontrò ufficiosamente il duca di Curlandia, Federico Casimiro Kettler. Nonostante la sua natura informale, l'incontro fu molto sontuoso nelle sue forme. I gesuiti locali stamparono orazioni contenenti congratulazioni in tedesco, latino e greco per l'arrivo dello zar russo. In essi, Pietro I fu glorificato come il conquistatore dei turchi e il conquistatore di Azov dopo i recenti successi sugli ottomani. Le composizioni vennero solennemente lette alla presenza dei partecipanti dell'ambasciata. Dopo la visita in Curlandia, l'ambasciata passò nel Brandeburgo, aggirando la Polonia che all'epoca si trovava in una situazione di interregno che Pietro I non desiderava destabilizzare col suo passaggio o la sua presenza.
A Libau, Pietro I lasciò temporaneamente il gruppo componente l'ambasciata e si portò via mare a Königsberg dove giunse il 7 maggio dopo un viaggio in mare di cinque giorni a bordo della nave "San Giorgio". A Königsberg lo zar russo venne accolto calorosamente dall'elettore del Brandeburgo, Federico III (in seguito divenuto re di Prussia col nome di Federico I). Poiché ad ogni modo Pietro I giunse a Königsberg in incognito, venne accomodato non nel castello della città, bensì in una casa privata del villaggio di Kneiphof.
Il 18 maggio avvenne l'ingresso ufficiale della Grande Ambasciata a Königsberg ed i suoi membri vennero ufficialmente ricevuti dal principe-elettore. La cerimonia organizzata per l'evento ebbe un tale splendore e una tal spettacolarizzazione come non se ne erano mai viste in città. Gli ambasciatori russi dichiararono che la loro visita in città sarebbe servita da "conferma dell'antica amicizia con l'obbiettivo di unirsi in una causa comune a favore degli stati cristiani: la lotta contro i turchi". Federico III, ad ogni modo, aderì alle idee del sovrano russo unicamente perché tale guerra avrebbe indebolito la vicina Polonia su cui egli aveva delle mire espansionistiche.
Quando in seguito la Grande Ambasciata ritornò in Russia, lo zar diede inizio la costruzione di una fortezza sull'isola di Kotlin sul modello della fortezza di Friedrichsburg, che Pietro aveva avuto modo di esaminare proprio a Königsberg. Ai giorni nostri di questa fortezza è sopravvissuto solo il portale principale, mentre la struttura è stata in gran parte rimodernata durante il XIX secolo.
L'ambasciata, nel prosieguo del suo viaggio, si muoveva sempre dopo lo zar che la precedeva via terra. Pietro I giunse così a Pillau il 22 giugno e, per guadagnare tempo, iniziò ad informarsi circa gli ultimi ritrovati dell'artiglieria prussiana tramite il tenente colonnello Steiner von Sternfeld. Al termine di un breve corso, gli venne anche rilasciato un certificato nel quale si testimoniava che "Il signor Petr Mikhailov è da considerarsi maestro d'armi e artista utile, attento, ben abile, coraggioso e senza paura, e così sia da essere riconosciuto". Oltre a studiare artiglieria, Pietro I si divertì molto a sua detta.
Nella città di Coppenbrügge, il re incontrò due dame molto istruite dell'epoca: l'elettrice Sofia di Hannover e sua figlia Sofia Carlotta, elettrice di Brandeburgo. In quell'occasione Pietro I venne a sapere che l'elettore di Brandeburgo, Federico III di Hohenzollern, aveva in progetto di dichiararsi re della Prussia orientale, il che gli avrebbe permesso di aumentare notevolmente il suo status tra i principi del Sacro Romano Impero, cosa che avvenne di fatto pochi anni dopo. Alla vigilia di questo evento, Federico propose a Pietro di concludere un'alleanza difensiva e offensiva, ma il sovrano russo si limitò a una promessa verbale di appoggio militare. L'accordo stipulato tra i due, invece, riguardò prettamente il commercio: la Russia guadagnò il diritto di trasportare le sue merci nei paesi europei attraverso i territori dell'elettore del Brandeburgo, e l'elettore ottenne il permesso di esportare prodotti propri in Persia ed in Cina attraverso il territorio russo. Il 9 maggio avvenne il primo incontro (segreto) tra Pietro I e Federico III.

## La questione polacca
Mentre si trovava a soggiornare nel Brandeburgo, Pietro appariva molto preoccupato per la questione polacca. Nel medesimo periodo, infatti, la Confederazione polacco-lituana, dopo la morte di Giovanni III Sobieski, stava attraversando un periodo di interregno. Molti erano infatti i candidati al trono: il figlio del defunto re Giovanni, Giacomo Luigi Sobieski, il principe ereditario Carlo Filippo del Palatinato, il duca Leopoldo di Lorena, il margravio Luigi Guglielmo di Baden-Baden, il principe Livio Odescalchi (nipote di papa Innocenzo XI), il principe francese Francesco Luigi di Borbone-Conti, l'elettore Federico Augusto II di Sassonia e diversi polacchi nobili. I principali contendenti erano ad ogni modo il principe di Conti e l'elettore di Sassonia.
L'atteggiamento della Russia nei confronti di questa elezione era semplice e ben delineato: allo zar non importava chi sarebbe stato prescelto per ascendere al trono polacco, purché la Polonia non si sarebbe ritirata dalla Lega Santa voluta dalla Russia contro i turchi; il governo russo ne concluse che sarebbe pertanto stato più proficuo opporsi ad un solo candidato, ovvero il principe Conti, dal momento che la Francia era in rapporti amichevoli con l'Impero ottomano e si era dimostrata ostile all'Austria. Pietro I sapeva bene che i polacchi avrebbero facilmente accondisceso alle proposte dell'ambasciatore francese che, per conto del governo di Parigi, portava con sé la promessa della firma di una pace con l'Impero ottomano e la restituzione della città di Kam"janec'-Podil's'kyj se fosse stato eletto a nuovo sovrano il principe di Conti. Questa affermazione rafforzò notevolmente il partito francese, e pertanto Pietro, in una lettera inviata ai rappresentanti del governo polacco mentre si trovava a Konigsberg, dichiarò che se i nobili polacchi avessero continuato a sostenere il principe di Conti, ciò avrebbe influito negativamente sulle relazioni tra la Russia e la confederazione polacco-lituana.
Il 17 giugno 1697 si tennero delle elezioni che però si conclusero con un doppio risultato: un partito proclamò il principe di Conti quale nuovo sovrano, mentre l'altro preferì l'elettore di Sassonia. Ciò non fece altro che intensificare i già pesanti conflitti presenti all'interno del paese. I sostenitori di Federico Augusto si affidarono alla costituzione nazionale ed a quel punto Pietro diede il proprio appoggio all'elettore, fatto che fece trarre un netto vantaggio al partito filo-sassone. Per sostenere le pretese al trono di Federico Augusto, Pietro trasferì l'esercito russo al confine con la Lituania, senza ad ogni modo dichiarare guerra, ma sol come minaccia possibile. Queste azioni di Pietro permisero all'elettore sassone di entrare in Polonia e di essere incoronato sovrano dopo essersi debitamente convertito al cattolicesimo. Nel contempo Federico Augusto promise solennemente di aiutare la Russia nella sua lotta contro l'Impero ottomano e contro il khanato di Crimea.

## La Grande Ambasciata nei Paesi Bassi

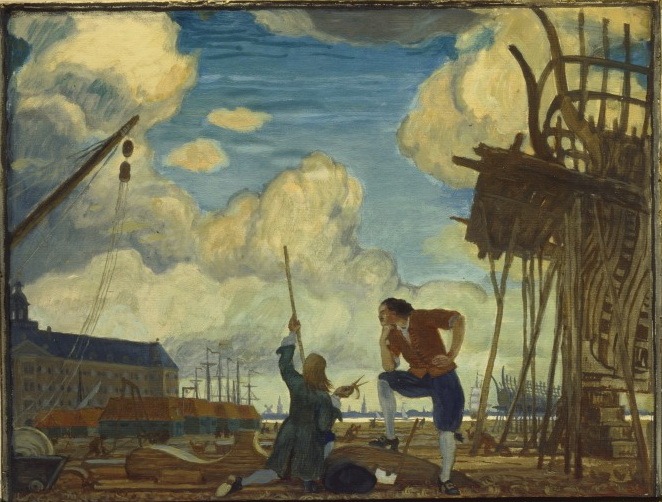
Pietro I al lavoro in un cantiere navale nei Paesi Bassi. Artista sconosciuto. 1910 circa.

Dopo aver raggiunto il Reno il 7 agosto 1697, Pietro I discese il fiume ed i canali locali fino ad Amsterdam. I Paesi Bassi erano un paese che da lungo tempo aveva attratto l'attenzione dello zar. I mercanti russi dell'epoca, del resto, erano tra i migliori conoscitori in Europa della Russia dal momento che i loro commerci erano riusciti a penetrare sino al principale porto russo dell'epoca, Arcangelo. Già durante il regno dello zar Alessio I di Russia, padre di Pietro, vi era un gran numero di artigiani olandesi a Mosca; i primi insegnanti di Pietro nelle questioni navali, come ad esempio Timmerman e Kort, erano olandesi, come pure lo erano molti dei carpentieri che lavoravano nei cantieri navali di Voronež per la costruzione delle navi destinate poi alla cattura di Azov. Il borgomastro di Amsterdam, Nikolaas Witsen era stato in Russia all'epoca del regno di Alessio I e si era portato sin sul Mar Caspio. Nel corso del suo viaggio, Witsen sviluppò un rapporto stretto con la corte di Mosca; eseguì su commissione del governo zarista delle navi nei Paesi Bassi per poi inviarle in Russia come pure rifornì a suo tempo lo zar di artigiani competenti in materia.
Senza fermarsi ad Amsterdam, Pietro già l'8 agosto si era portato a Zaandam, una piccola cittadina famosa però per i suoi numerosi cantieri navali e officine di costruzione navale. Il giorno successivo, lo zar, con il nome di Peter Mikhailov, si iscrisse al cantiere navale Linst Rogge.
A Zaandam, Pietro visse in una casa di legno, ma dopo soli otto giorni prese la decisione di trasferirsi ad Amsterdam dove, sempre attraverso il borgomastro Witsen, ottenne il permesso di lavorare nei cantieri navali della Compagnia Olandese delle Indie Orientali. Conoscendo la passione degli ospiti russi per la costruzione navale, gli olandesi il 9 settembre stabilirono la costruzione di una nuova nave nel cantiere navale di Amsterdam (la fregata "Peter und Paul"), alla cui costruzione lavorarono diversi volontari, tra cui Peter Mikhailov. Il 16 novembre 1697 la nave venne varata con successo. Nel contempo Pietro I si attivò per reclutare specialisti olandesi da riportare in Russia a seguito della sua ambasciata. In totale vennero assunte circa 700 persone. Vennero acquistate anche delle armi per poter essere studiate e riprodotte anche in Russia.

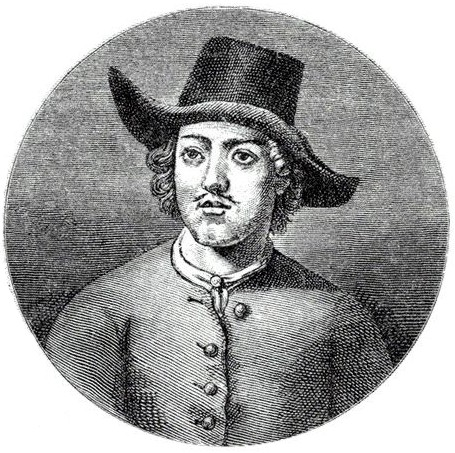
Incisione raffigurante Pietro I nelle vesti di lavorante ai cantieri navali olandesi in incognito

Pietro I si spostò nel frattempo nei Paesi Bassi, viaggiando con Witsen e Lefort sino a Utrecht per un incontro con lo stadtholder olandese Guglielmo d'Orange. Witsen portò Pietro a visitare delle baleniere, ospedali, orfanotrofi, fabbriche e laboratori. Pietro ebbe modo di studiare il meccanismo di un mulino a vento e di visitare anche una cartiera. Nel laboratorio anatomico del professor Frederik Ruysch, il re frequentò lezioni di anatomia e si dimostrò particolarmente interessato ai metodi di imbalsamazione dei cadaveri per i quali il professore era famoso. A Leida, al teatro anatomico del professor Herman Boerhaave, Pietro prese parte alle autopsie che vi venivano effettuate. La passione per l'anatomia dello zar divenne poi la sua prima ragione per la fondazione del primo museo in assoluto in Russia: la Kunstkamera. Sempre nei Paesi Bassi, Pietro ebbe modo di studiare la tecnica dell'incisione e ne realizzò persino una di suo pugno, intitolata "Il trionfo del cristianesimo sull'Islam".
Pietro trascorse in tutto quattro mesi e mezzo nei Paesi Bassi, nei quali ad ogni modo si diceva ancora insoddisfatto. Al cantiere navale delle Indie Orientali, infatti, riuscì ad apprendere ciò che un buon carpentiere deve sapere per costruire una buona nave, avendo provato personalmente cosa significhi costruire una nave al fianco di altri artigiani esperti. Si servì di tale Jan Paul al quale chiese di insegnargli i segreti delle corrette proporzioni navali, ma questi si bloccò da subito asserendo che non poteva spiegargli dettagliatamente tutti quei segreti che erano coperti da segreto di stato. Si dice che Pietro si sia ritirato un giorno, desolato, nella casa di campagna del mercante Jan Tessing dove ebbe modo di incontrare in maniera del tutto casuale un inglese che collaborava ai cantieri, il quale gli disse che in Inghilterra avrebbe potuto trovare tutto ciò che stava cercando per la produzione di navi d'alta qualità ed in breve tempo, motivo per cui lo zar si disse da subito entusiasta e desideroso di partire alla volta delle isole britanniche.
La storia ufficiale ci ha invece consegnato un invito ufficiale del re Guglielmo III d'Inghilterra (che era anche governatore delle Province Unite dei Paesi Bassi) allo zar Pietro I che intraprese il suo viaggio alla volta dell'Inghilterra all'inizio del 1698 .

## La visita in Inghilterra

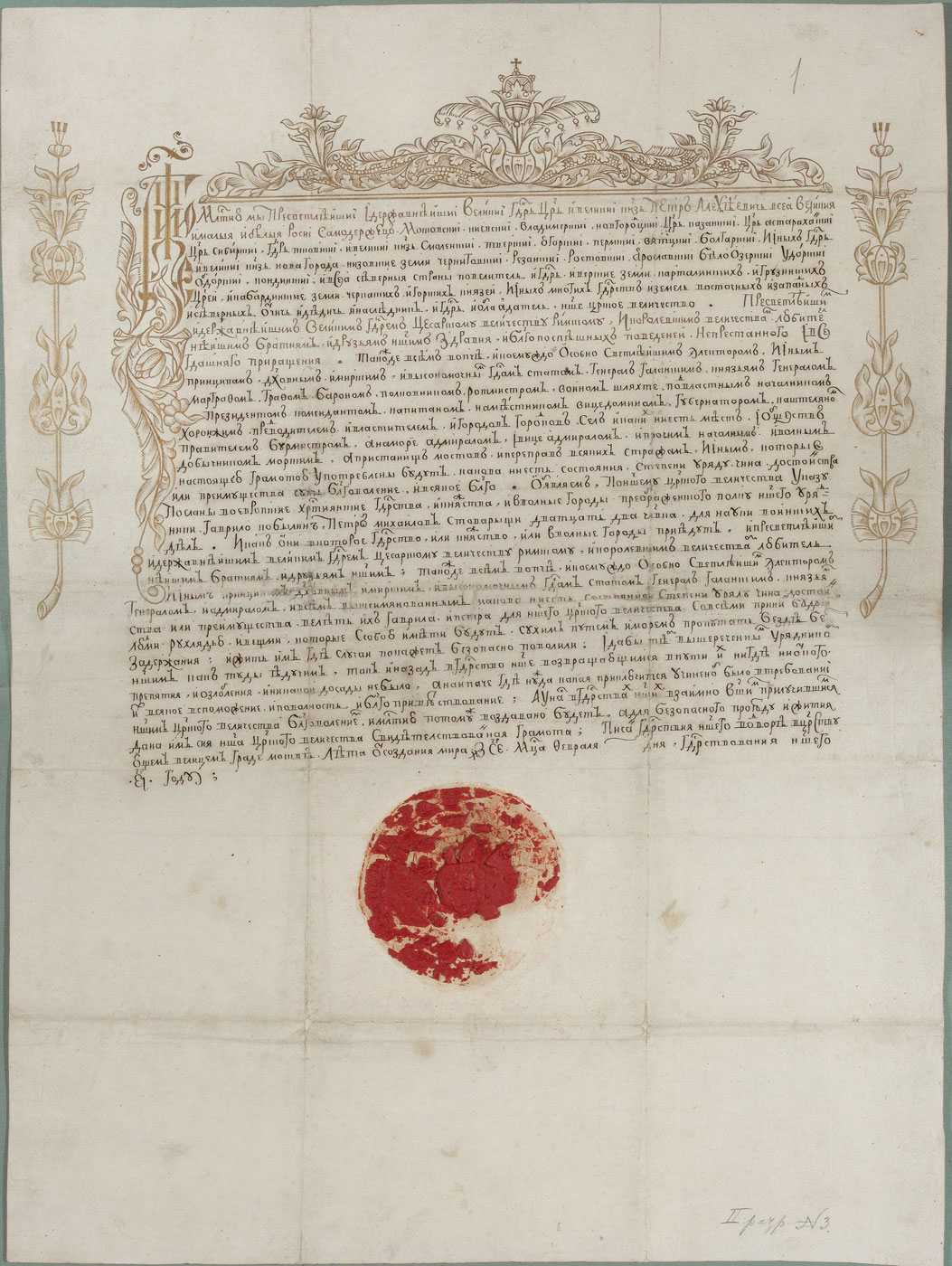
Il passaporto col quale Pietro il Grande viaggiò all'estero nella Grande Ambasciata col nome di Peter Mikhailov

Pietro e parte della sua ambasciata giunsero in Inghilterra l'11 gennaio 1698 e ripartirono il 21 aprile di quello stesso anno. Il suo entourage includeva quattro ciambellani, tre interpreti, due orologiai, un cuoco, un sacerdote, sei trombettieri, settanta soldati della guardia personale, quattro nani e una scimmia. Il gruppo sbarcò presso York House, area costruita nel 1672 da George Villiers, II duca di Buckingham.
Pietro incontrò re Guglielmo e la sua corte dapprima in maniera informale come era stato solito fare anche in altri paesi europei.
Per conto del re, Peregrine Osborne, marchese di Camarthen (poi duca di Leeds) disegnò appositamente per lo zar uno yacht e si legò particolarmente alla figura dello zar, col quale condivideva anche la passione per l'alcool. Pietro I del resto si disse molto contento dell'amicizia del nobile inglese. Secondo un racconto popolare i due erano soliti ritrovarsi a bere in una taverna che, dopo il passaggio dello zar, cambiò il proprio nome in Czar of Muscovy che, si dice, fosse posta nell'attuale Muscovy Street di Londra.
Pietro visitò l'Osservatorio di Greenwich, la Royal Mint, la sede della Royal Society, l'Università di Oxford e diversi cantieri navali e postazioni d'artiglieria. Studiò nel contempo le tecniche inglesi per la progettazione di nuove città, tecniche che poi utilizzerà con notevoli risultati per la costruzione di San Pietroburgo. Ai porti reali di Deptford, acquisì una serie di conoscenze che gli verranno utili per la costruzione poi della flotta russa ed al Royal Arsenal imperò la produzione di artiglieria per la marina e per l'esercito. Per quanto Pietro il Grande avesse avuto molte opportunità per confrontarsi con Isaac Newton, Christopher Wren ed Edmund Halley, in realtà non incontrò mai nessuno di questi pensatori dell'età moderna.
Al contrario, si concentrò nell'acquisizione di quelle nuove tecnologie che nei Paesi Bassi gli erano state in parte negate. Gli olandesi, infatti, avevano uno dei più sofisticati metodi di costruzione navale di tutta l'Europa, ma i loro metodi erano tutti a trasmissione orale e con codici che a detta dello stesso zar gli erano apparsi difficili da comprendere. In Inghilterra, invece, lo zar russo trovò terreno fertile ed ideale per acquisire nuove tecniche.
Anche se inizialmente si rifiutò di riceverli, Pietro si interessò poi al caso dei quaccheri, accettando infine di dare udienza a Thomas Story e William Penn. I quaccheri portarono in dono a Pietro il Grande la Barclay’s Apology e altre opere di fede quacchera. Pietro chiese ai delegati quaccheri l'utilità della loro fede ed il motivo per cui rinnegavano l'uso delle armi in uno stato. I delegati risposero dicendo che i valori della loro fede erano il duro lavoro, l'onesta e l'innovazione. A differenza di altre conversazioni per le quali lo zar necessitava di un interprete non conoscendo l'inglese, Pietro e Penn parlarono tra loro in tedesco. All'epoca, Penn era il più importante proprietario terriero del mondo che non fosse un sovrano ed era una delle figure più influenti in Inghilterra. I due si incontrarono due volte e Penn scrisse poi una lettera allo stesso zar dopo la sua partenza: "Se governerete bene, governerete per Dio; e per fare ciò dovrete essere guidato da Lui che ha dato ai re la sua grazia di comandare i suoi sudditi, ed al popolo la graziadi obbedire a Dio ed ai loro re".
Il viaggio di Pietro I in Inghilterra ebbe dei risvolti positivi anche per la Gran Bretagna ad ogni modo. Già il padre di Pietro, Alessio I, aveva voluto fortemente dei legami commerciali con l'Inghilterra a seguito dell'esecuzione di Carlo I d'Inghilterra nel 1649, ma il commercio tra i due paesi si deteriorò velocemente con l'entrata in crisi della Compagnia di Mosca che gestiva questo monopolio. All'epoca del regno di Pietro I, molti mercanti inglesi erano desiderosi di avere accesso ai mercati russi per le grandi quantità di beni che avrebbero potuto vendere a quel popolo. Inoltre, i costruttori navali inglesi erano intenzionati ad importare dalla Russia materie prime (in particolar modo legno di quercia) per le costruzioni della Royal Navy. Il noto accademico Arthur MacGregor scrisse dell'impatto di questa ambasciata in Inghilterra:
Pietro risiedette in un primo momento al n. 21 di Norfolk Street a Londra. Il 9 febbraio, lo zar e la sua corte si trasferirono a Sayes Court, nei pressi del porto di Deptford. La casa venne presa in subaffitto da John Benbow, che all'epoca aveva la casa in affitto da John Evelyn, ma quest'ultimo non incontrò mai Pietro il Grande sebbene ebbe modo di lamentarsi per i danni arrecati alla struttura dalla presenza dei russi, di cui chiese conto poi a Benbow. Le spese ammontarono infine a 305 sterline, 9 scellini 6 pence ed includevano anche 3 sterline per una "carriola rotta dallo zar". I danni furono tali che:
Alla sua partenza, Pietro diede alla sua amante inglese, Letitia Cross, 500 sterline per ringraziarla della sua ospitalità. Quando la Cross disse che quella somma non era sufficiente, Pietro le replicò di aver persino pensato di aver esagerato con la sua generosità.
Il 21 aprile 1698, Pietro lasci l'Inghilterra per fare nuovamente ritorno nei Paesi Bassi a bordo dello yacht reale che poi si riportò anche in Russia. Anche se i rapporti differiscono sui dati precisi, Pietro fu in grado di reclutare tra i 60 ed i 500 lavoranti inglesi da porre al servizio della Russia. Molti di questi presero poi residenza ad Arcangelo.

## La Grande Ambasciata a Vienna
Tornato sul continente, Pietro si diresse verso Lipsia, raggiungendo poi Dresda e Praga, proseguendo poi fino a Vienna. Durante il tragitto gli giunse notizia dell'intenzione dell'Austria e di Venezia di concludere un trattato di pace con l'Impero ottomano. Pietro il Grande, malgrado i lunghi negoziati che intraprese col governo viennese, sapeva di non poter costringere l'imperatore a favorire la Russia né di poter rinunciare alla sua figura nella sua alleanza anti-ottomana in quanto Leopoldo I rappresentava un punto di riferimento per la cristianità in Europa. L'Austria si rifiutò di chiedere col proprio trattato di pace unilaterale che l'Impero ottomano cedesse la città di Kerč' ai russi non vedendone alcuna utilità personale, ma si offrì di aiutare la Russia a difendere i territori già conquistati. Tuttavia, questo rifiuto da parte dell'imperatore precludeva alla Russia il tanto agognato accesso al Mar Nero.
Il 14 luglio, 1698, Pietro I incontrò per l'ultima volta Leopoldo I del Sacro Romano Impero prima della sua partenza. L'ambasciata era intenzionata a partire alla volta di Venezia, ma improvvisamente da Mosca giunse allo zar la notizia della rivolta degli Strel'cy ed il viaggio dovette essere annullato.
Prokofiy Bogdanovic Voznitsyn venne lasciato a Vienna per continuare comunque i negoziati col Sacro Romano Impero. Al Congresso di Karlovytsky, fu l'ambasciatore a difendere gli interessi della Russia, ma per una serie di errori diplomatici riuscì a ricavarne solo una tregua di due anni con l'Impero ottomano.

## Gli ultimi negoziati russo-polacchi e il rientro in Russia

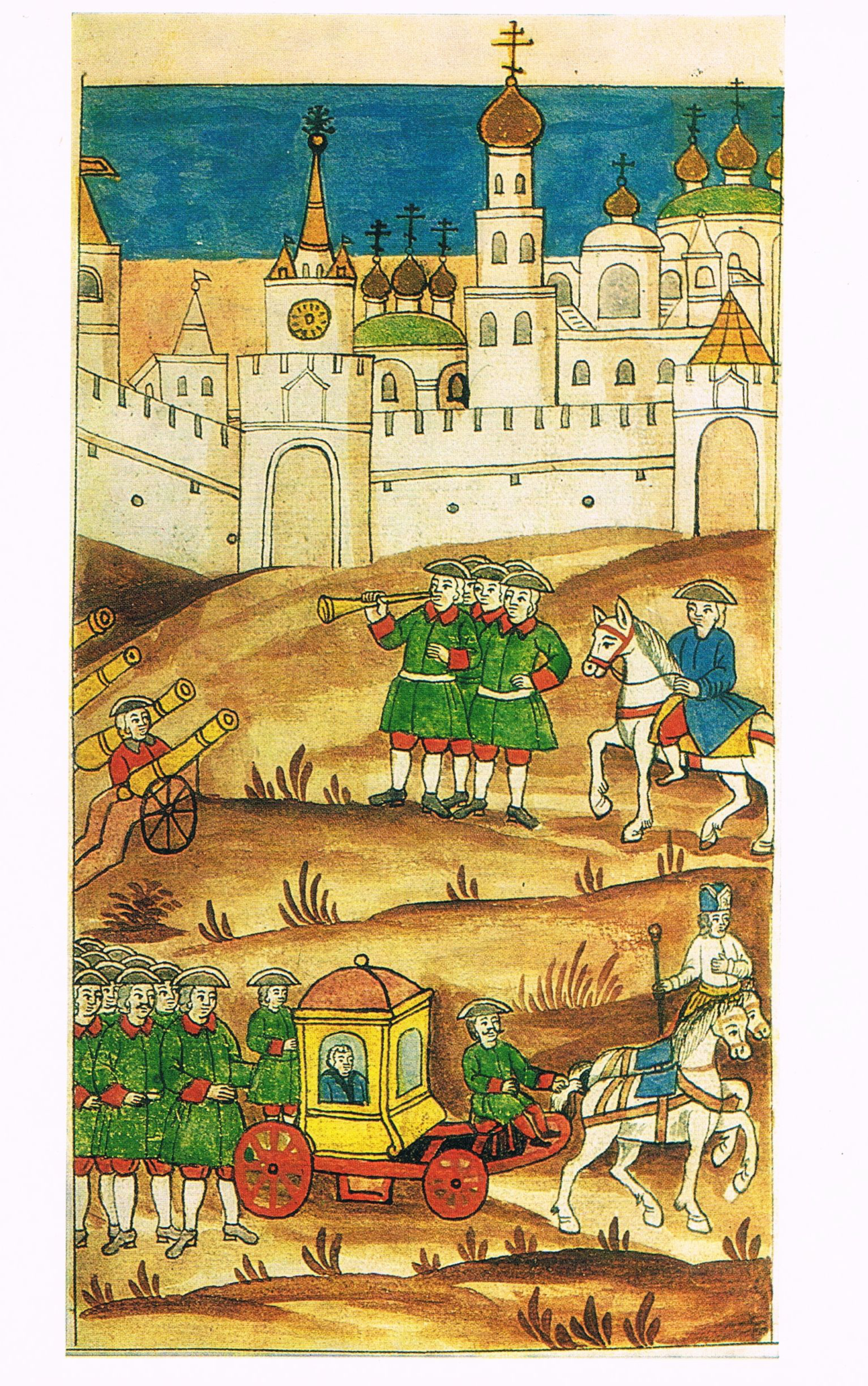
Il ritorno di Pietro I a Mosca

Sulla strada per Mosca, lo zar ebbe modo di incontrare il 30 luglio 1698, a Rava, re Augusto II di Polonia ora eletto sovrano. I due monarchi, che avevano quasi la stessa età, rimasero insieme per tre giorni e ne nacque un'amicizia personale che si concretizzò però anche in un'alleanza militare tra i due paesi in funzione anti-svedese. L'ultimo trattato segreto con l'elettore di Sassonia e re di Polonia venne concluso il 1 novembre 1699, il quale suggerì allo zar di agire quando più velocemente possibile, invadendo la Livonia e da li passando in Svezia. Furono queste le premesse per la Grande guerra del Nord che si aprì nel 1700 tra Russia e regno di Svezia.
Il 25 agosto 1698 Pietro I giunse finalmente a Mosca.

## Valutazioni finali
La Grande Ambasciata non raggiunse l'obiettivo principale che si era prefissata, ma raccolse preziose informazioni sulla situazione internazionale europea dell'epoca alla vigilia della guerra di successione spagnola che rese impossibile per Pietro I attuare il suo progetto di formare una grande coalizione contro gli ottomani. Da quest'esperienza, Pietro il Grande riportò in patria le idee necessarie per ottenere l'accesso al Mar Baltico, avviando dei negoziati con Augusto II di Polonia sulla via del ritorno che sarebbero risultati fondamentali per la futura alleanza russo-polacca contro la Svezia (in particolare nella Grande guerra del nord).
Consapevole della sua fama di vincitore ad Azov (1696), Pietro apparve all'epoca come un sovrano illuminato e popolare (veniva definito "zar e falegname") durante la Grande Ambasciata. Questa immagine dello zar venne adottata anche dai diplomatici stranieri e dalla stampa, anche durante la letteratura illuminista e romantica. La storia di questo viaggio ispirò il compositore Albert Lortzing a scrivere l'opera buffa Zar e carpentiere che debuttò a Lipsia nel 1837.